# Mehmed Zekerijah Ćinara
Mehmed Zekerijah ef. Ćinara (ponekad: Zeki; Taslidža, 15. svibnja 1878. – Skoplje, 1956.), bošnjački je teolog, prvi i jedini vrhovni muftija u Srbiji (Sandžaku, Sjevernoj Makedoniji, Kosovu) i Crnoj Gori u razdoblju Kraljevine Jugoslavije. Dužnost je obavljao od 1914. do 1929. godine, odnosno do stvaranja jedne jedinstve Islamske zajednice u Kraljevini Jugoslaviji. Također, u jednom razdbolju je obavljao i dužnost vrhovnog šerijatskog kadije u Skoplju.

## Životopis
Mehmed Zekerijah Ćinara je rođen 1878. godine u tadašnjoj Taslidži, u Hadži Arap mahali nedaleko od Husein-pašine džamije. Rođen je u uglednoj bošnjačkoj obitelji Osmana (Salihovog) Ćinare, časnika tadašnjeg Osmanskog Carstva. Mekteb-ibtidaijju završava 1894. godine u rodnoj Taslidži, a već naredne godine kao učenik čije se znanje isticalo upisuje teološke studije u Istanbulu, gdje svoje školovanje okončava 1908. godine i dobija idžazetnamu kod muderisa Huseina Nedžmudina Prizrenlije. Nakon završenih studija Mehmed Ćinara polaže muftijski ispit 1909. godine pred ders-vekilom Jeni-šeherli Ali-efendijom i dobija menšuru šejh-ul-islama Mehmed Zijaudina. Iste godine dolazi do sporazuma između poslanika Osmanskog Carstva u Beogradu i Ministarstva inostranih djela Kraljevine Srbije, pa na zahtjev pomenutog ministarstva Mehmed Zekerijah Ćinara 1909. godine biva postavljen za niškog muftiju. U svim gradovima tadašnje Kraljevine Srbije gdje je muslimansko stanovništvo dominiralo, Niš je bio najbrojniji stanovnicima islamske vjere. Iz tog razloga je Niš odabran za sjedište muftije kao vjerskog poglavara.
Po dozvoli šejh-ul-islama, muraselom rumelijskog kadi-askera, muftija Mehmed-ef. Ćinara biva postavljen također i za niškog kadiju, sa dozvolom da rješava šerijatske sporove među muslimanima na teritoriji cijele Kraljevine Srbije. Ovu dužnost obnašao je do kraja travnja 1914. godine. Bio je veoma stručan iz šerijatskog prava. Poznato je da je bio poštivan od naroda, a i vrha vlasti. Dekretom šejh-ul-islama Nesib Abdurahmana 1909. godine i na osnovu sultanske irade, odlikovan je velikom vjerskim naslovom Brusa Haridž-muderisi. To mu donosi još veći ugled i poštovanje u zemlji i inozemstvu.
Dekretom predsjednika Vlade Kraljevine Srbije, krajem srpnja 1914. godine, postavljen je za vršioca dužnosti vrhovnog muftije u Beogradu, a za vrhovnog muftiju u prijestolnici Srbije postavljen je ukazom kralja Aleksandra I. Karađorđevića, 22. ožujka 1921. godine. Na toj dužnosti se nalazio do 1929. godine, odnosno do neposrednog stvaranja jedne jedinstvene Islamske zajednice u Kraljevini Jugoslaviji 1930. godine. Kao vrhovni muftiju u Beogradu, imao je petnaest okružnih muftija u Srbiji, Sjevernoj Makedoniji, Sandžaku, Kosovu i Crnoj Gori. 
Mehmed ef. Ćinara 1929. godine biva postavljen za vrhovnog šerijatskog kadiju Apelacionog suda u Skoplju (jedan od dva suda u zemlji). Kao šerijatski sudija, radi na dobrim međureligijskim odnosima. U međuvremenu, Ćinara je izvršio bejat (zakletvu) posljednjem kalifu Abdul-Medžidu II. 24. travnja 1922. godine.
Muftija Mehmed Zekerijah Ćinara je bio u dobrim odnosima, kako privatnim tako i poslovnim, sa svojim susjedom iz Pljevalja, a također visokim vjerskim poglavarom Srpske pravoslavne crkve, patrijarhom Varnavom Rosićem. Kao osoba koja nikada nije zaboravila svoje rodno mjesto, muftija Mehmed-ef. Ćinara, zajedno sa patrijarhom Varnavom, od regenta Aleksandra Karađorđevića dobija ratne reparacije – novac za izgradnju Pljevalja. Nažalost, novčana sredstva su propala zbog neaktivnosti pljevaljskih poslanika iz tog vremena.
Travnja 1941. godine bugarske trupe ulaze u Skoplje, muftiji Mehmed Zekerijah ef. Ćinari prijete smrću zbog velikog uticaja na tamošnje Bošnjake. Protjeravaju ga u njegovo rodno mjesto Pljevlje. U svome gradu boravi od 1941. do 1944. godine, pružajući otpor okupatorima, gdje na njihovu ponudu da se njegova mjesečna nadoknada, koju je primao kao vjerska ličnost i vrhovni šerijatski kadija, nastavi, on s prezirom odbija. Njegov gest odbijanja plaće od okupatora je imao veliki utjecaj na ostatak stanovništva, koji je također bojkotirao i odbijao suradnju sa okupacijskim snagama tog vremena. Život u okupaciji provodio je skromno sa svojom obitelji, koja je jedini izvor prihoda imala sa svojih imanja.
Od prvih dana NOB-a njegovi sinovi Dželal i Dževad te kćerka Nevzada aktivno su uključeni u Narodnooslobodilački pokret kao skojevci. Nevzada je prva Bošnjakinja iz pljevaljskog kraja koja je otišla, zajedno sa svojom braćom, u partizanske jedinice. I ovaj postupak obitelji Ćinara imao je velikog odjeka među bošnjačkim stanovništvom da se aktivnije i masovnije uključe u Narodnooslobodilački pokret.
Zbog toga je muftija Mehmed ef. Ćinara bivao svakodnevno na meti njemačkih okupacijskih snaga. Osudili su ga na smrt, zbog njegovog vjerskog utjecaja na Bošnjake i zbog odlaska u NOP njegove djece. Zbog velikog broja poznanstava i mnogo prijatelja u Pljevljima to saznaje i muftija Ćinara, koji tada kreće u izbjeglištvo na Kosovo, gdje se u okolini Prištine kod svojih prijatelja skriva od okupatora koji su ga neprestano tražili zbog izvršenja smrtne kazne na koju su ga osudili.
Do kraja Drugog svjetskog rata muftija Mehmed ef. Ćinara biva na Kosovu, gdje dobija ponudu od tamošnjih vlasti da obavlja povjereničku dužnost. Ustavom iz 1946. godine ukida se Šerijatski sud, a njegov poglavar Mehmed ef. Ćinara odlazi u mirovinu. Nakon toga muftija Ćinara odlazi u Skoplje.
Preminuo je u Skoplju 1956. godine gdje je i ukopan.

## Priznanja
- Brusa Haridž-muderis od šejh-ul-islama Nesib Abdurahmana
- Karađorđeva zvijezda za zasluge iz Prvog svjetskog rata
- Ordenom Svetog Save III., II. i I. stupnja s lentom od kralja Aleksandra I. Karađorđevića
- Orden Osmanlija IV. stupnja od sultana Mehmeda Rešada V.
- Ordenom bratstva i jedinstva sa zlatnim vijencem od Josipa Broza Tita.

## Vanjske poveznice
- Mehmed Zekerijah Zeki Ćinara (1878.-1956.)